# Ангір (Заіграєвський район)
Ангір (рос. Ангир) — улус Заіграєвського району, Бурятії Росії. Входить до складу Сільського поселення Унегетейське.
Населення — 158 осіб (2015 рік).